# José Luis Romero (historiador)
José Luis Romero (Buenos Aires, 24 de marzo de 1909 - Tokio, 28 de febrero de 1977) fue un historiador e intelectual argentino. Es considerado el máximo representante de la renovación historiográfica que, desde mediados de la década de 1950, introdujo las perspectivas de la historia cultural y la historia social en la Argentina. Su hijo, Luis Alberto Romero, es también historiador y docente.

## Biografía
Hijo de una familia de emigrantes españoles, José Luis Romero se interesó desde muy joven por la Historia, la Filosofía y la Sociología de la cultura. Por sugerencia de su hermano mayor, el filósofo Francisco Romero, conoció tempranamente las obras de Wilhelm Dilthey, Heinrich Rickert y José Ortega y Gasset. En particular, el pensamiento de Dilthey influyó notablemente en la concepción del conocimiento histórico que Romero fue formándose con el tiempo. De la doctrina hermenéutica de aquel extrajo la idea de que la Historia es una ciencia humana cuyo objetivo es comprender la vida histórica de las sociedades pretéritas, integrando en el proceso interpretativo tanto el "orden fáctico" (las condiciones materiales de existencia) como el "orden potencial" (las representaciones y las mentalidades) de los procesos sociales.
Cursó un posgrado en Historia en la Facultad de Humanidades de la Universidad Nacional de La Plata, donde obtuvo el doctorado con una tesis titulada Los Gracos y la formación de la idea imperial. Los avatares de la vida académica profesional lo hicieron desplazarse de la historia antigua a la historia medieval, campo temático en el que desarrolló la mayor parte de su actividad historiográfica profesional. Entre sus estudios medievales destaca una larga y documentada investigación sobre los orígenes de la mentalidad burguesa, que culminó en sus dos obras mayores: La revolución burguesa en el mundo feudal, publicada en 1967; y Crisis y orden en el mundo feudoburgués, editada de manera póstuma en 1980.
Paralelamente, y en su doble condición de historiador y de ciudadano políticamente comprometido -militó en el Partido Socialista-, se dedicó a la historia argentina. En 1946 escribió una de sus obras clásicas sobre el tema: Las ideas políticas en Argentina. Este ensayo, junto a otros emprendimientos culturales, como la revista de historia cultural Imago Mundi (editada entre 1953 y 1956), le valieron un lugar de gran notoriedad dentro del mundo intelectual argentino. Este prestigio intelectual le permitió acceder a numerosos puestos institucionales y académicos.
En sus primeros años de carrera, Romero fue docente en la Universidad de La Plata. Sus posturas abiertamente anti-peronistas le valieron la expulsión de sus cargos en el año 1946. Sin embargo, pudo reinsertarse rápidamente gracias al ofrecimiento de dar clases en la recientemente fundada Facultad de Humanidades y Ciencias de la Universidad de la República de Montevideo. Tras el derrocamiento del peronismo, en 1955, Romero retornó a la enseñanza universitaria en la Argentina. Desde 1958 lo hizo en la Universidad de Buenos Aires, donde fue Rector interventor en el año 1955, designado por la dictadura militar, y Decano de la Facultad de Filosofía y Letras en 1962. En esa Facultad fundó la cátedra de Historia Social General, que tuvo una influencia decisiva en la renovación historiográfica de las décadas de los 50 y los 60.
A través de diversas publicaciones y de ambiciosos programas de investigación, la cátedra de Historia Social de Romero introdujo en la Argentina la perspectiva historiográfica de la Escuela de los Annales, cuya figura directriz era por esos años Fernand Braudel. Los contactos directos con el historiador francés le permitieron a Romero obtener fondos para proyectos colectivos de investigación. La marca distintiva de estos proyectos era su preocupación por el estudio de fenómenos sociales y económicos desde un enfoque serial-cuantitativo, semejante al que imperaba en la mayor parte de la producción historiográfica de esas décadas (como puede notarse en la cliometría estadounidense, en la historia estructural alemana y en la ya mencionada segunda generación de los Annales). Otro rasgo característico de la renovación historiográfica propuesta por Romero fue su apertura al diálogo con otras ciencias sociales, principalmente con la economía desarrollista en todas sus variantes locales y con la sociología de cuño estructural-funcionalista (cuyo máximo representante en la Argentina era Gino Germani). Si bien en su mayoría quedaron truncados por la intervención universitaria impuesta tras el golpe de Estado de 1966, estos proyectos contribuyeron a formar historiadores y sociólogos renovadores como Tulio Halperín Donghi, Ernesto Laclau, Ezequiel Gallo, Roberto Cortés Conde, Reyna Pastor, Alberto J. Pla y Juan Oddone.
En 1975, ya alejado de la vida académica argentina, fue convocado para integrar el Consejo Directivo de la Universidad de las Naciones Unidas, con sede en Tokio. En 1976 completó el libro Latinoamérica. Las ciudades y las ideas, en el que intentó proyectar sobre América Latina las categorías que había desarrollado en su trayectoria como investigador del mundo urbano europeo.
Falleció en Tokio el 28 de febrero de 1977.

## Publicaciones
- Los Gracos y la formación de la idea imperial (tesis doctoral, 1937)
- El Estado y las facciones en la antigüedad (1938)
- Maquiavelo historiador (1943)
- Mitre, un historiador frente al destino nacional (1943)
- Sobre la biografía y la historia (1945)
- Las ideas políticas en la Argentina (Fondo de Cultura Económica,, 1946)
- El ciclo de la Revolución Contemporánea (Argos, 1948)
- La Edad Media (Fondo de Cultura Económica, 1949)
- De Heródoto a Polibio (Espasa-Calpe, 1952)
- La cultura occidental (Columba, 1953)
- Argentina: imágenes y perspectivas (Raigal, 1956)
- Breve historia de la Argentina (Eudeba, 1965)
- El desarrollo de las ideas políticas de la sociedad argentina en el siglo XX (1965, ampliación de Las ideas políticas en la Argentina)
- La revolución burguesa en el mundo feudal (1967)
- Crisis y orden en el mundo feudo-burgués (1967)
- Latinoamérica: situaciones e ideologías (1968)
- El pensamiento político de la derecha latinoamericana (1970)
- La gran historia de Latinoamérica (dir.) (1972)
- Latinoamérica: las ciudades y las ideas (1976)
- La estructura histórica del mundo (inconclusa)
- Buenos Aires, historia de cuatro siglos (1980)